# Стефан Кацаров
Стефан Кръстев Кацаров е български офицер, генерал-майор от пехотата, участник в Балканската (1912 – 1913), Междусъюзническата (1913) и Първата световна война (1915 – 1918), началник на 4-та пехотна преславска дивизия (1927).

## Биография
Стефан Кацаров е роден на 20 юни 1876 г. в Ловеч, Княжество България. През 1900 г. завършва Военно на Негово Княжеско Височество училище с 21-ви випуск и е произведен в чин подпоручик. На 2 август 1903 г. е произведен в чин поручик, през 1908 г. в чин капитан. Взема участие в Балканската (1912 – 1913), Междусъюзническата (1913).
По време на Първата световна война (1915 – 1918) на 1 март 1916 г. е произведен в чин майор, а на 27 февруари 1918 г. е чин подполковник. След войната на 20 януари 1923 г. е произведен в чин полковник, а през 1925 г. е назначен за офицер за поръчки в Щаба на армията. През 1927 г. е назначен за началник на 4-та пехотна преславска дивизия и на 5 юни 1928 г. е произведен в чин генерал-майор.
По време на военната си кариера Стефан Кацаров служи в 4-ти пехотен плевенски полк, 34-ти пехотен троянски полк, адютант е на 9-а пехотна плевенска дивизия, след което е началник на Севлиевското военно окръжие, след което е началник на 1-ви пограничен сектор.
Генерал-майор Стефан Кацаров е женен и има 3 деца.

## Военни звания
- Подпоручик (1900)
- Поручик (2 август 1903)
- Капитан (1908)
- Майор (1 март 1916)
- Подполковник (27 февруари 1918)
- Полковник (30 януари 1923)
- Генерал-майор (5 юни 1928)

## Образование
- Военно на Негово Княжеско Височество училище (до 1900)